# Sesc Vila Mariana
O Sesc Vila Mariana é um centro de cultura e lazer localizado na cidade de São Paulo. Pertence a instituição brasileira privada do Serviço Social do Comércio (SESC). O teatro do local tem capacidade para 611 pessoas.

## Crítica
Em 28 de setembro de 2014, foi publicado na Folha de S.Paulo o resultado da avaliação feita pela equipe do jornal ao visitar os sessenta maiores teatros da cidade de São Paulo. O teatro do Sesc Vila Mariana foi premiado com três estrelas, uma nota "regular", com o consenso: "As poltronas são bem espalhadas pelos dois andares do teatro do Sesc. O hall de entrada do local tem bonbonnière, mas há uma comedoria maior no andar inferior, assim como um grande espaço para aguardar o início do espetáculo. Perde pontos pelas saídas de emergência sem luminosidade, pelo corredor estreito entre as fileiras e pelas cadeiras desconfortáveis."